# Radikal 163
Radikal 163 mit der Bedeutung „Dorf“ ist eines von 20 der 214 traditionellen Radikale der chinesischen Schrift, die mit sieben Strichen geschrieben werden.
Die Schreibvariante des Radikals 阝 ist leicht zu verwechseln mit Radikal 170, steht aber immer rechts.
Die ursprüngliche Bedeutung von 邑 war „einen Ort beherrschen“, „Stadtmauern“.
Deshalb stehen auch die meisten diesem Radikal zugeordneten Zeichen in diesem Sinnzusammenhang wie zum Beispiel:
| Zeichen | Erklärung |
| ------- | --- |
| 邦      | Staat, Land |
| 郊      | Vorort |
| 郡      | Bezirk (alte Verwaltungseinheit). Die modernen Präfekturen Japans schreiben sich mit dem Schriftzeichen 県: 秋田県 Akita-ken, 青森県 Aomori-ken usw. |
| 都      | Hauptstadt, Metropole. Mit diesem Schriftzeichen schreiben sich die Städte 成都 Chéngdū und 京都 Kyōto.                                              |

Zeichenverbindungen werden fast ausschließlich mit dem immer rechts stehenden 阝 gebildet.

## Schriftzeichenverbindungen, die vom Radikal 163 regiert werden
| Striche | Zeichen                                                              |
| ------- | -------------------------------------------------------------------- |
| +0      | 邑 阝                                                                |
| +02     | 邓                                                                   |
| +03     | 邔 邕 邖 邗 邘 邙 邚 邛 邜 邝                                        |
| +04     | 邞 邟 邠 邡 邢 那 邤 邥 邦 邧 邨 邩 邪 邫 邬                         |
| +05     | 邭 邮 邯 邰 邱 邲 邳 邴 邵 邶 邷 邸 邹 邺 邻                         |
| +06     | 邼 邽 邾 邿 郀 郁 郂 郃 郄 郅 郆 郇 郈 郉 郊 郋 郌 郍 郎 郏 郐 郑 郓 |
| +07     | 郒 郔 郕 郖 郗 郘 郙 郚 郛 郜 郝 郞 郟 郠 郡 郢 郣 郤 郥 郦 郧       |
| +08     | 部 郩 郪 郫 郬 郭 郮 郯 郰 郱 郲 郳 郴 郵 郶 郷 郸 郹 郺 郻 郼 都    |
| +09     | 郾 郿 鄀 鄁 鄂 鄃 鄄 鄅 鄆 鄇 鄈 鄉 鄊                               |
| +10     | 鄋 鄌 鄍 鄎 鄏 鄐 鄑 鄒 鄓 鄔 鄕 鄖 鄗                               |
| +11     | 鄘 鄙 鄚 鄛 鄜 鄝 鄞 鄟 鄠 鄡 鄢 鄣 鄤 鄥                            |
| +12     | 鄦 鄧 鄨 鄩 鄪 鄫 鄬 鄭 鄮 鄯 鄰 鄱 鄲                               |
| +13     | 鄳 鄴 鄵 鄶 鄷                                                       |
| +14     | 鄸 鄹                                                                |
| +15     | 鄺 鄻 鄼 鄽 鄾                                                       |
| +16     | 鄿 酀 酂                                                             |
| +17     | 酁 酃                                                                |
| +18     | 酄 酅 酆                                                             |
| +19     | 酇 酈                                                                |

 Im Unicodeblock Kangxi-Radikale ist das Radikal 163 unter der Codepointnummer 12.194 (U+2FA2) codiert.